# Хайди (фильм, 2015)
Хайди (нем. Heidi) — немецко-швейцарский художественный фильм, поставленный режиссёром Алейном Гспонером по одноимённому роману Йоханны Спири. Премьера фильма состоялась в Германии 10 декабря 2015 года.

## Сюжет
Действие фильма происходит в Швейцарии и частично Германии во второй половине XIX века.
Девочку Хайди, потерявшую родителей, воспитывает её тетя Дэтэ. Тяготясь этой обязанностью, Дэтэ отвозит Хайди к её дедушке, ведущему замкнутый образ жизни вдали от людей в Швейцарских Альпах. Поначалу Дедушка отказывается принимать Хайди, но вскоре они начинают испытывать взаимную симпатию, и Хайди остается жить в его доме.
Все дни она проводит в горах вместе с пасущим коз мальчиком Питером. Хайди впечатлена красотой альпийской природы, а также свободой, которую дает такой образ жизни.
В большом городе в обеспеченной семье живёт девочка Клара. После потрясения, вызванного смертью матери, она потеряла способность ходить и прикована к инвалидному креслу. Отец Клары искренне любит дочь, но не может уделять ей достаточно внимания, большинство времени проводя в деловых разъездах. Все дни Клара вынуждена находиться дома в обществе строгой и чопорной гувернантки Фрау Роттенмайер. Пытаясь хоть как-то улучшить ситуацию, отец и бабушка Клары хотят найти для неё компаньонку. Дэтэ, стремясь получить обещанное за посредничество вознаграждение, вновь едет в горы и втайне от Дедушки обманом увозит Хайди в город. Дэтэ получает свои деньги, а Хайди остается жить в доме Клары.
Девочки быстро становятся лучшими подругами и своими проделками порой доставляют неприятности Фрау Роттенмайер.
Вместе с Кларой Хайди посещает частные уроки, но, несмотря на все усилия преподавателя, не стремится научиться читать, мотивируя это тем, что «в горах это не нужно». Фрау Роттенмайер, с первого дня невзлюбившая живую и непоседливую Хайди, и всячески старающаяся изгнать её из дома, пытается использовать этот факт как доказательство слабоумия Хайди. Бабушка Клары, желая установить истину, пускается на хитрость: она начинает вслух читать Хайди сказку, но на самом интересном месте прерывает чтение и со словами «а дальше ты сможешь прочитать сама» оставляет ей книгу. Стимулируемая желанием узнать продолжение истории, Хайди быстро осваивает грамоту.
Несмотря на кажущиеся преимущества жизни в богатом доме, Хайди тоскует по Дедушке и своей жизни в горах. Поговоривший с ней доктор приходит к заключению, что единственный способ излечить депрессию Хайди — это вернуть её домой. К огорчению Клары и к удовлетворению Фрау Роттенмайер, Хайди возвращается в свой дом к Дедушке и к привычному ей образу жизни.
Вновь оставшаяся в одиночестве Клара, успевшая привязаться к Хайди, скучает по ней, и делится своими чувствами с Бабушкой. Несмотря на трудности с перемещением неспособной ходить Клары по горной местности, Бабушка организует её поездку к подруге.
Девочки рады встрече. Дедушка соглашается, чтобы Клара какое-то время пожила в его доме.
Все время Хайди и Клара проводят вместе, что вызывает ревность Питера. В импульсивном порыве мести он тайком уничтожает инвалидное кресло Клары, сбрасывая его с обрыва.
Догадавшийся о происшедшем Дедушка тем не менее сам относит Клару в горы и, пообещав вернуться за ней вечером, оставляет под присмотром Хайди и Питера, предварительно строго отчитав последнего за его выходку с креслом.
Клара впечатлена красотой горной природы, о которой много слышала от Хайди. Потянувшись за пролетающей бабочкой, она неожиданно для себя встает на ноги, а позднее, с помощью Хайди и Питера, вновь начинает ходить.
Вернувшиеся за Кларой отец и Бабушка обнаруживают её выздоровевшей.
Хайди жалуется Бабушке, что в школе все смеются над ней за её желание писать сказки. Бабушка убеждает её, что если что-то в жизни доставляет радость, то надо делать это не считаясь с мнением окружающих, и на прощание дарит блокнот и карандаш.
Клара с семьей возвращаются в город, а Хайди возобновляет привычную жизнь в горах — но теперь ещё и периодически пишет что-то в своем блокноте.

## В ролях
| Актёр            | Роль                               |
| ---------------- | ---------------------------------- |
| Анук Штеффен     | Хайди                              |
| Бруно Ганц       | дедушка                            |
| Квирин Агриппи   | Питер                              |
| Изабелла Оттманн | Клара                              |
| Катарина Шуттлер | фрау Роттенмайер                   |
| Ханнелор Хогер   | бабушка Клары                      |
| Максим Мехмет    | отец Клары                         |
| Питер Лохмайер   | Себастиан , дворецкий в доме Клары |
| Джелла Хаасе     | Тинетт , горничная в доме Клары    |
| Анна Шинц        | Дэтэ                               |
| Маркус Херинг    | доктор                             |
| Микаэль Кранц    | учитель Клары                      |

## Производство
Анук Штеффен, сыгравшая Хайди, была отобрана на эту роль из около 500 претендентов. Поскольку Штеффен происходит из города Кур, расположенного неподалеку от основного места действия фильма, её Хайди на экране говорит на том же диалекте, на котором говорила бы реальная Хайди.

## Прокат
Фильм стал самым коммерчески успешным фильмом в истории швейцарского кинематографа.

## Награды
- Немецкая кинопремия Deutschen Filmpreis (2016)[нем.] : «Лучший детский фильм[нем.]» [4][5]
- Фестиваль детских фильмов Рурского региона (2016): «Лучший фильм»; «Лучшая актриса» (Анук Штеффен) [6]

## Критика
- Немецкий киножурнал Filmdienst[нем.]: «Фильм может похвастаться роскошными пейзажами и сильным актёрским ансамблем, среди которого выделяется молодая актриса, играющая главную героиню.» Вместе с тем выражается сожаление по поводу исключения из фильма религиозной составляющей, присутствующей в экранизируемом первоисточнике. [7]
- Der Spiegel: «Режиссёр Алейн Гспонер и сценарист Петра Волпе создали необычный фильм о родине – фильм о родине для детей, в котором дом рассматривается без догматизма, без патриотизма и вовсе не с аграрно-политической точки зрения: дом там, где твоё сердце. Сердце Хайди, несмотря на многочисленные детские травмы, не разбито и не отяжелело, оно летит к её дедушке, олицетворяющему горы. […] Гспонер и Волпе также серьёзно отнеслись к теме и заложенной в ней драме: как свободолюбивая Хайди может защитить себя от ограниченности окружающего ее общества? [8]